# Homonnai Nándor
Homonnai Nándor (eredetileg: Springer; 1884-től: Homonnai) (Székelyudvarhely, 1880. január 16. – Budapest, 1927. július 2.) magyar fényképész, fotográfus.

## Életpályája

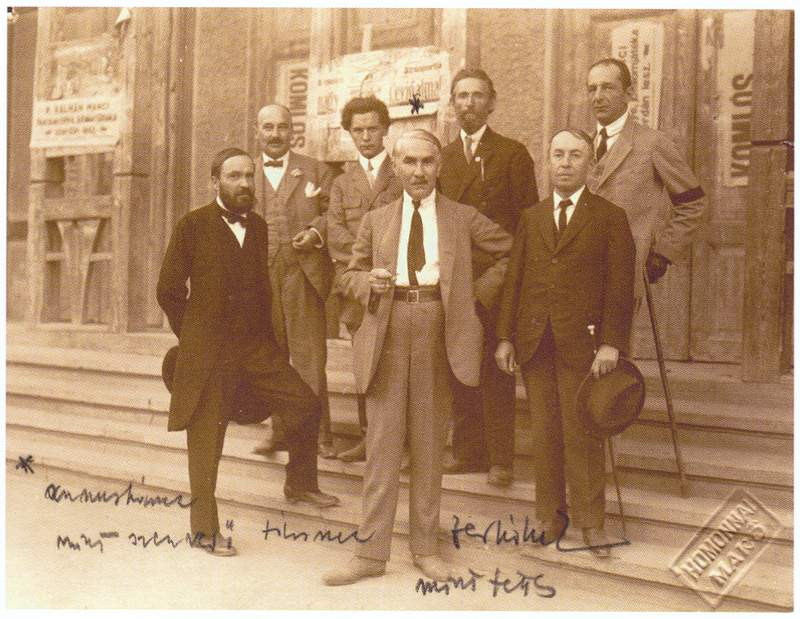
Híres fényképén látható: Juhász Gyula, dr. Espersit János, József Attila, Károlyi Lajos, Vertán Endre, Móra Ferenc és Réti Ödön a makói Hollósy Kornélia Színház előtt (1924)

Szülei Homonnai Adolf kereskedelmi utazó és Urbán Borbála voltak. Kolozsvárról került Makóra. 1904-ben lett fényképész, ekkor érvényesítette iparbejelentését. Első műhelye a Makón, a Széchenyi tér 9. alatt állt. 1914-ben Nagylakon nyitott fiókműtermet. 1915-ben építette fel műtermét, Makón, a Deák Ferenc u. 3. alatt. 1916–1918 között a frontról küldte haza képeit; a IV. hadsereg felderítő fényképésze volt. 1918-ban leszerelt. Halálát agyvelőgyulladás okozta.

## Magánélete
1904. május 17-én Makón házasságot kötött Spitzer Bertával. Három gyermekük született: Zoltán (1905-?), Ibolya és Magdolna.